# Episodi di Waking the Dead (ottava stagione)
L'ottava stagione della serie televisiva Waking the Dead è stata trasmessa nel Regno Unito nel 2009.
In Italia è andata in onda in prima visione assoluta su Giallo dal 25 novembre al 16 dicembre 2013.
| Nº | Titolo originale         | Titolo italiano               | Prima TV UK       | Prima TV Italia  |
| -- | ------------------------ | ----------------------------- | ----------------- | ---------------- |
| 1  | Magdalene 26, Part 1     | Ventisei - parte 1            | 6 settembre 2009  | 25 novembre 2013 |
| 2  | Magdalene 26, Part 2     | Ventisei - parte 2            | 7 settembre 2009  | 25 novembre 2013 |
| 3  | End of the Night, Part 1 | La fine della notte - parte 1 | 13 settembre 2009 | 2 dicembre 2013  |
| 4  | End of the Night, Part 2 | La fine della notte - parte 2 | 14 settembre 2009 | 2 dicembre 2013  |
| 5  | Substitute, Part 1       | Il sostituto - parte 1        | 20 settembre 2009 | 9 dicembre 2013  |
| 6  | Substitute, Part 2       | Il sostituto - parte 2        | 21 settembre 2009 | 9 dicembre 2013  |
| 7  | Endgame, Part 1          | La mossa finale - parte 1     | 27 settembre 2009 | 16 dicembre 2013 |
| 8  | Endgame, Part 2          | La mossa finale - parte 2     | 28 settembre 2009 | 16 dicembre 2013 |